# Grimbosq
Grimbosq là một xã của Pháp cách Caen 15 km về phía nam, nằm trong département Calvados và vùng Normandie. Người dân ở đây được gọi là Grimbosquais trong tiếng Pháp.

## Dân số
| Năm | 1962 | 1968 | 1975 | 1982 | 1990 | 1999 |
| --- | ---- | ---- | ---- | ---- | ---- | ---- |
| Dân số | 190  | 193  | 184  | 283  | 285  | 302  |
| From the year 1962 on: No double counting—residents of multiple communes (e.g. students and military personnel) are counted only once. |      |      |      |      |      |      |